# Lelekām
Lelekām (persiska: للکام) är en ort i Iran.   Den ligger i provinsen Gilan, i den nordvästra delen av landet, 250 km nordväst om huvudstaden Teheran. Lelekām ligger 40 meter över havet och antalet invånare är 591.
Terrängen runt Lelekām är platt åt nordost, men åt sydväst är den kuperad. Runt Lelekām är det ganska tätbefolkat, med 111 invånare per kvadratkilometer. Närmaste större samhälle är Fūman, 3,3 km norr om Lelekām. Trakten runt Lelekām består till största delen av jordbruksmark.